# Noordwelle

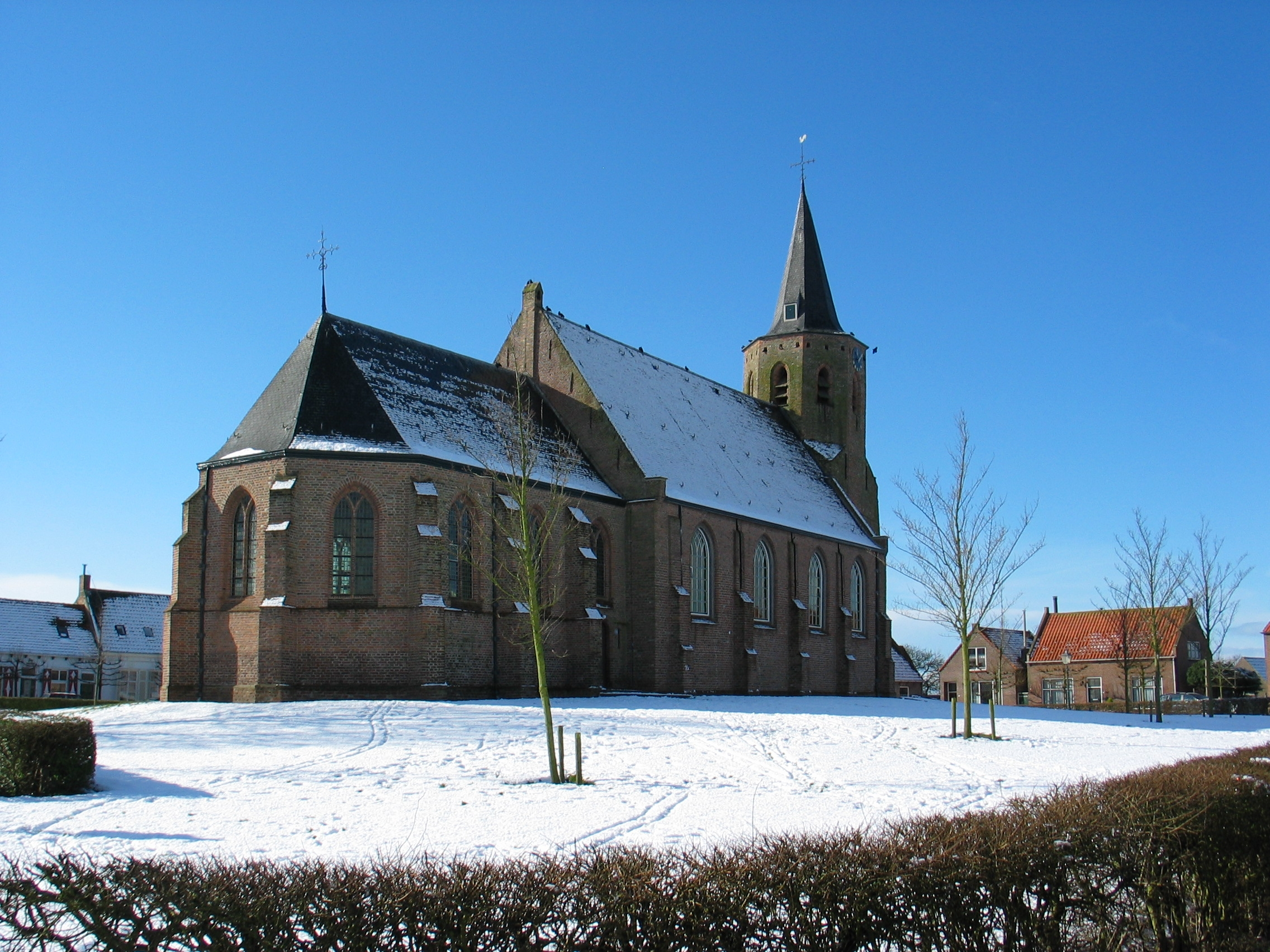
Corneliuskerk

Noordwelle is een dorp in de gemeente Schouwen-Duiveland, in de Nederlandse provincie Zeeland, met 300 inwoners, per 1 januari 2023. Tot 1961 was Noordwelle een zelfstandige gemeente, daarna maakte het tot 1997 deel uit van Westerschouwen.
Het ringdorp Noordwelle werd gesticht ten noorden van een dam, oftewel "welle" en maakte samen met het ten zuiden van de dam gelegen (verdwenen) Zuidwelle deel uit van de heerlijkheid Welland. In Noordwelle stond het 13e-eeuwse kasteel Welland.
Op 14 januari 1576 voerden Staatse troepen een aanval uit op het door hulptroepen voor het belegerde Zierikzee bezette Noordwelle. De Spanjaarden verschansten zich in de kerktoren, die vervolgens in brand werd gestoken. Soldaten die naar beneden sprongen werden gedood, 22 soldaten kwamen om. Een pasgeboren kind werd opgevangen en bleef gespaard. De moeder stierf twee dagen later aan haar verwondingen.
De uit omstreeks 1450 stammende Corneliuskerk was grotendeels verwoest, alleen een gedeelte van het schip was blijven staan. De toren werd tijdens het herstel voorzien van een achtkante bekroning. Omstreeks 1625 werd het koor herbouwd.
Ieder jaar op de laatste zaterdag van februari wordt in Noordwelle straô gehouden. In 2008 is een nieuwe travalje geplaatst.
De voormalige gemeente Noordwelle had een oppervlakte van 10,09 km² en in 1952 446 inwoners. Derhalve had de gemeente in dat jaar een bevolkingsdichtheid van 44,2 inwoners per km².

## Geboren
- Jacco van Renesse (1936-2008), acteur, zanger